# Оукс (Мисури)
Оукс (енгл. Oaks) град је у америчкој савезној држави Мисури.

## Демографија
По попису из 2010. године број становника је 129, што је 7 (-5,1%) становника мање него 2000. године.
| Група             | 2000.       | 2010.       |
| Белци             | 125 (91,9%) | 116 (89,9%) |
| Афроамериканци    | 2 (1,5%)    | 1 (0,8%)    |
| Азијати           | 0 (0,0%)    | 1 (0,8%)    |
| Хиспаноамериканци | 4 (2,9%)    | 10 (7,8%)   |
| Укупно            | 136         | 129         |